# Патріот (бронежилет)
Бронежилет Патріот"
Бронежилети «Патріот-4», виробник ТОВ «Весь мир бронедверей» м. Київ.
2015 року переміг у всеукраїнському конкурсі якості продукції «100 найкращих товарів України».
Бронежилети «Патріот-4», сертифіковані за 4-им класом.
На численні прохання військових, сертифікованне, масове виробництво бронежилетів "Патріот-4", розпочато з 04.2014. Бронежилети було сертифіковано на 1, 2, 4 та 5 класи за ДСТУ. Бронежилети "Патріот" виготовляються з високоякісної бронесталі, з демпферним та антирекашетним покриттям бронеплити, окрім того є версії з захистом з арамідної балістичної тканини, тощо. Існують самі різноманітні комплектації, від полегшеною версії плитоноски, до комплексу з максимальним захистом рук, тіла, ніг, тощо, який отримав назву Бронежилет Патріот "Кіборг". Він чимось схожий на костюм мінера, але більш гнучкий.   